# B. Milton MacIntyre
Pour les articles homonymes, voir MacIntyre.
Battleman Milton MacIntyre (8 mars 1907-27 novembre 1968) est un homme politique canadienne de la Colombie-Britannique. Il est député provincial de la Coalition pour la circonscription britanno-colombienne de Mackenzie de 1949 à 1952.